# Iwaniwka (rejon wasylowski)
Iwaniwka (ukr. Іванівка) – wieś na Ukrainie, w obwodzie zaporoskim, w rejonie wasylowskim. W 2001 liczyła 2329 mieszkańców, wśród których 1880 jako ojczysty wskazało język ukraiński, 437 rosyjski, 1 mołdawski, 3 białoruski, 6 ormiański, 1 grecki, a 1 inny.